# ماسکوئرو (نیومکزیکو)
ماسکوئرو (به انگلیسی: Mosquero) یک روستا (ایالات متحده آمریکا) در ایالات متحده آمریکا است که در نیومکزیکو واقع شده‌است.
 ماسکوئرو ۲٫۵۸ کیلومتر مربع مساحت و ۹۳ نفر جمعیت دارد و ۱٬۷۰۴ متر بالاتر از سطح دریا واقع شده‌است.